# Коево
Коево или Койово (на турски: Kuzulu, Кузулу) е село в Източна Тракия, Турция, Околия Лозенград, Вилает Лозенград.

## География
Селото се намира на 12 километра северно от вилаетския център Лозенград (Къркларели).

## История
В 19 век Коево е българско село в Лозенградска кааза на Одринския вилает на Османската империя. Според „Етнография на вилаетите Адрианопол, Монастир и Салоника“, издадена в Константинопол в 1878 година и отразяваща статистиката на населението от 1873 година, Коево (Koevo) е село с 200 домакинства и 949 жители българи.
Според статистиката на професор Любомир Милетич в 1912 година в Коево живеят 95 български екзархийски семейства.
При избухването на Балканската война в 1912 година трима души от Коево са доброволци в Македоно-одринското опълчение.
Българското население на Коево се изселва след Междусъюзническата война в 1913 година, когато селото остава в Турция.

## Личности
Родени в Коево
- Атанас Тодоров Стойков (1868 - след 1943), деец на ВМОРО
- Димитър Ст. Граматиков (1866 - след 1943), деец на ВМОРО
- Димитър Стоянов, македоно-одрински опълченец, 1 рота на 9 велешка дружина[5]
- Димитър Стоянов Димитров (1868[6] - ?), македоно-одрински опълченец, 2 и Нестроева рота на 8 костурска дружина[5], на 4 март 1943 година подава молба за българска народна пенсия, която е одобрена и пенсията е отпусната от Министерския съвет на Царство България[7]
- Иван Димитров, деец на ВМОРО, четник на Михаил Даев[8]
- Никола Станков (1890 – ?), македоно-одрински опълченец, 2 и Нестроева рота на 8 костурска дружина[9]
- Продан Сираков (1863 – след 1943), български революционер